# 519
519(오백십구)는 518보다 크고 520보다 작은 자연수다.

## 수학
- 합성수로, 그 약수는 1, 3, 173, 519다. 진약수의 합은 177이므로, 519는 부족수다.
- {\displaystyle 519=167+173+179}
  - 연속하는 세 소수(素數)의 합으로 나타낼 수 있으며, 이 성질을 지닌 앞의 수는 503, 다음 수는 533이다.
- {\displaystyle 80^{4}-1}은 519로 나누어떨어진다.

## 과학
- NGC 519(영어판): 고래자리에 있는 타원은하.

## 교통

### 철도
- 수도권 전철 5호선 신정역의 역번호.

### 도로
- 519번 지방도: 강원특별자치도 영월군 남면에서 충청북도 단양군 가곡면까지 이어지는 대한민국의 지방도.
- 현도 제519호선

## 군사
- 아브로 519(영어판): 제1차 세계 대전에 사용된 복엽 폭격기.
- U-519(영어판): 제2차 세계 대전에 사용된 나치 독일의 군용 잠수함.

## 문화유산
- 대한민국의 보물 제519호: 창녕 관룡사 석조여래좌상
- 대한민국의 사적 제519호: 고흥 운대리 분청사기 요지

## 기타
- 날짜: 5월 19일
- 연도: 519년, 기원전 519년